# Cuatro en la trampa
Cuatro en la trampa é uma telenovela mexicana, produzida pela Televisa e exibida em 1961 pelo Telesistema Mexicano.

## Elenco
- Adriana Roel
- Ignacio López Tarso
- Fernando Luján
- Armando Silvestre
- Andrea López
- Rubén Rojo